# Jóhann Berg Guðmundsson
Jóhann Berg Guðmundsson (Reikiavik, 27 de octubre de 1990) es un futbolista islandés que juega en la posición de centrocampista para el Al-Dhafra Club de la UAE Pro League.

## Selección nacional
Tras jugar en la selección sub-19 y sub-21, finalmente el 20 de agosto de 2008 debutó con la selección absoluta de Islandia en un partido contra Azerbaiyán que finalizó con un resultado de empate a uno tras los goles de Grétar Steinsson por parte de Islandia y de Fábio Luís Ramim por parte de Azerbaiyán. Además disputó la clasificación para la Copa Mundial de Fútbol de 2010 y la clasificación para la Copa Mundial de Fútbol de 2014. También jugó la Eurocopa 2016, disputando el primer partido de la fase de grupos contra Portugal.

### Goles internacionales
| # | Fecha                   | Estadio                                                        | Oponente | Gol | Resultado | Competición                                          |
| - | ----------------------- | -------------------------------------------------------------- | -------- | --- | --------- | ---------------------------------------------------- |
| 1 | 14 de noviembre de 2012 | Estadio Comunal de Andorra la Vieja, Andorra la Vieja, Andorra | Andorra  | 1–0 | 2-0       | Amistoso                                             |
| 2 | 6 de septiembre de 2013 | Stade de Suisse, Berna, Suiza                                  | Suiza    | 1–0 | 4-4       | Clasificación para la Copa Mundial de Fútbol de 2014 |
| 3 | 6 de septiembre de 2013 | Stade de Suisse, Berna, Suiza                                  | Suiza    | 3–4 | 4-4       | Clasificación para la Copa Mundial de Fútbol de 2014 |
| 4 | 6 de septiembre de 2013 | Stade de Suisse, Berna, Suiza                                  | Suiza    | 4–4 | 4-4       | Clasificación para la Copa Mundial de Fútbol de 2014 |
| 5 | 6 de octubre de 2017    | Nuevo Estadio de Eskişehir, Eskişehir, Turquía                 | Turquía  | 0-1 | 0-3       | Clasificación para la Copa Mundial de Fútbol de 2018 |
| 6 | 9 de octubre de 2017    | Laugardalsvöllur, Reikiavik, Islandia                          | Kosovo   | 2–0 | 2-0       | Clasificación para la Copa Mundial de Fútbol de 2018 |
| 7 | 8 de junio de 2019      | Laugardalsvöllur, Reikiavik, Islandia                          | Albania  | 1–0 | 1-0       | Clasificación para la Eurocopa 2020                  |

## Clubes
| Club                    | País           | Año       | Partidos | Goles |
| ----------------------- | -------------- | --------- | -------- | ----- |
| Breiðablik UBK          | Islandia       | 2008      | 25       | 9     |
| AZ Alkmaar              | Países Bajos   | 2009-2014 | 172      | 25    |
| Charlton Athletic F. C. | Inglaterra     | 2014-2016 | 86       | 17    |
| Burnley F. C.           | Inglaterra     | 2016-2024 | 228      | 15    |
| Al-Orobah F. C.         | Arabia Saudita | 2024-2025 | 29       | 5     |
| Al-Dhafra Club          | EAU            | 2025-     |          |       |

## Palmarés

### Campeonatos nacionales
| Título                   | Club       | País         | Año  |
| ------------------------ | ---------- | ------------ | ---- |
| Copa de los Países Bajos | AZ Alkmaar | Países Bajos | 2013 |